# 比叡山頂遊園地
比叡山頂遊園地（ひえいさんちょうゆうえんち）は、京都府京都市左京区の比叡山に1959年から2000年まで存在した遊園地である。ここでは、跡地に建設されたガーデンミュージアム比叡（ガーデンミュージアムひえい）の解説も行う。

## 概要
1959年（昭和34年）に開業した山頂遊園地である。なお、比叡山人工スキー場は当遊園地に隣接していた。500台収容の駐車場を有し、夏は21時までナイター営業を行っていたこともあった（※通常の営業時間は9時から18時）。
しかし、不況や少子化などによる来園者の減少に伴い、2000年（平成13年）1月24日をもって閉園した。なお、跡地にはガーデンミュージアム比叡（庭園美術館）が建設され、2001年（平成13年）4月25日から営業を開始した（後述）。

## 歴史
- 1959年（昭和34年） - 比叡山頂遊園地が開業する。
- 2000年（平成12年）1月24日 - 比叡山頂遊園地が閉園する。
- 2001年（平成13年）4月25日 - 遊園地跡にガーデンミュージアム比叡が開園する[1]。
- 2002年（平成14年）
  - 7月1日 - 株式会社ガーデンミュージアム比叡が設立される[2]。
  - 8月1日 - 比叡山ドライブウェイが同園の事業を吸収合併し、株式会社ガーデンミュージアム比叡に運営を委託する[2]。
- 2005年（平成17年）3月31日 - 比叡山ドライブウェイが、ガーデンミュージアム比叡の資産を京阪電気鉄道（親会社）に売却する。
- 2011年（平成23年）4月17日 - ガーデンミュージアム比叡に足湯「Floral」（）が開業する。
- 2022年（令和4年）3月14日 - 定休日を設けることを公表（※2021年までは無休）[3]。

## 遊園地時代の施設
- 回転展望閣（展望台）
- ミニ観覧車
- お化け屋敷（比叡山頂パラダイス）
- アストロジェット（シミュレーションシアター）
- ゴーカート
- パターゴルフ

- コーヒーカップ
- 高山植物園
- 自然科学館
- レストラン
- 売店
- 無料休憩所

## ガーデンミュージアム比叡
比叡山頂遊園地の跡地に建設され、2001年4月25日に開園した庭園美術館である。標高840 mに位置し、敷地面積は17,000平方メートルを有する。庭園内にはモネ、ルノワール、ゴッホ、スーラ、ピサロ、セザンヌら印象派の画家12人の絵画45点を陶板画に現寸大で復元したものが展示されている。なお、同園内はエリアごとに名称が付いており、陶板画も各エリアに点在している。
また、かつて同地に所在した比叡山頂遊園地の回転展望台はそのまま残っており、その展望台へ行くこともできる。

### エリア・施設
東側（駐車場・バス停側）から順に解説する。
- プロヴァンスゲート
  - 駐車場・バス停（比叡山頂）側出入り口。
- 香りの庭
  - プロヴァンス（南フランス）の丘陵を模した庭園。
- プラタナス広場
  - プラタナスの木があり、7点の絵画が展示されている。
- こもれびの庭
  - シャクナゲやツツジの回廊。
- 睡蓮の庭
  - 日本の様式を取り入れた西洋風の庭園。緑色の太鼓橋がある。
- 藤の丘
  - 季節の花とモネやルノワールの作品を楽しむことができる庭園。
- 見晴らしの丘
  - 琵琶湖と大津市街を眺めることができる展望台。
- 花の庭
  - 花のトンネルを付する庭園。クレマチスやダリアなどが咲く。
- ショップ（Maison de Fleur（）[7]）
  - アロマグッズやフランス雑貨などを扱う売店。体験工房（ワークショップ）とシアターを併設している（※シアターは2020年7月から営業休止[8]）。
- カフェ（Cafè de Paris（）[9]）
  - 喫茶・お食事。
- ギャラリーsoRa（）
  - ここで展覧会が開かれることがある。
- 展望塔
  - 比叡山頂遊園地の名物だった回転展望台。老朽化のため、回転機能は使われていない。
- ローズガーデン
  - 約180種のバラが植栽されたバラ園[5]。足湯フロレアルを併設している[10]（※足湯は2020年7月から営業休止[8]）。
- ローズゲート
  - 叡山ロープウェイ側出入り口。

## その他
比叡山頂遊園地
- 野性爆弾のくっきー!は毎日小学生新聞のインタビューでお化け屋敷の思い出を聞かれたとき、「小学5年の頃、比叡山頂遊園地のお化け屋敷で『上から落ちてきた布きれが目に当たって、白目が真っ赤になった』」と語っている[11]。

ガーデンミュージアム比叡
- ルイ佐藤（フランスのデザイナー）が庭園のデザインを手掛けた[5]。なお、設立当初は京阪園芸が植栽を担当していた[5]。
- 2003年頃、初代「おけいはん」のCM撮影（※「比叡山だよ、おけいはん。」編[注 1]）に使われたことがある。

## アクセス
ロープウェイ
ケーブル八瀬駅から叡山ケーブルに乗車後、ケーブル比叡駅で叡山ロープウェイに乗り継ぐ。
- 京福電気鉄道叡山ロープウェイ
  - 比叡山頂駅下車。

バス
各系統とも、「比叡山頂」停留所下車。なお、比叡山内を運行する路線バスは冬期になるとほぼ全路線が運休する。
- 江若交通
  - 140系統 - 始発：堅田駅西口
  - 141系統 - 始発：延暦寺バスセンター
  - 142系統 - 始発：横川
- 京都バス
  - 51系統 - 始発：京都駅
- 京阪バス
  - 56系統 - 始発：三条京阪
  - 57系統 - 始発：京都駅

自動車
- 比叡山ドライブウェイ
- 奥比叡ドライブウェイ